# The Red Sea
The Red Sea – druga EP metalowej grupy Isis. Płyta bardzo podobna do swojej poprzedniczki, jest swego rodzaju kontynuatorem wczesnego ciężkiego stylu gry. Jest to jedyna płyta na której udziela się Jay Randall (grupa Agoraphobic Nosebleed), tymczasowy muzyk odpowiedzialny za efekty dźwiękowe. Warto wspomnieć, że cała EPka składa się z 3 nowych utworów. Cztery ostatnie kawałki to demo (nagrane w 1998) którego muzycy używali przy wydawaniu pierwszego materiału. Z tego też powodu elektronika w tamtych utworach została stworzona przez pierwszego klawiszowca grupy - Chrisa Mereschuka.
Została wydana również ośmiocalowa wersja płyty, bez ostatnich 4 tracków. Winyl został wyprodukowany w paru wariantach kolorystycznych co niewątpliwie wpływa na jego wartość kolekcjonerską :
- Pierwsze tłoczenie :

160 - Green, 161 - Purple, 233 - Pink, 233 - Grey, 88 - Orange, 189 - Aqua
- Drugie tłoczenie :

172 - Red, 196 - Clear, 147 - Gold, 183 - Mint Green, 191 - Baby Blue, 209 - Yellow
To dosyć ciekawe i oryginalne rozwiązanie Aaron Turner stosuje na większą skalę we własnych działaniach wydawniczych w Hydra Head Records.

## Koncepcja albumu
Na drugim oficjalnym albumie grupy po raz pierwszy poruszany jest wątek wody kontynuowany na LP Oceanic. Sam Turner mówi, że tytuł The Red Sea dobrze charakteryzował cały materiał. Wspomina również o tym, że wodny klimat był dla niego bardzo inspirujący. Kolejnym ważnym aspektem pojawiającym się na płycie jest żeńska postać, zwana często Wieżą (ang. The Tower - motyw przewodzący płycie Celestial).

## Twórcy
1. Dave Merullo - mastering
2. Jeff Caxide - bas
3. Aaron Harris - perkusja
4. Jay Randall - elektronika, wokal w utworach 1-3
5. Chris Mereschuk - elektronika w utworach 4-7
6. Aaron Turner - gitary, wokal

## Lista utworów
1. "Charmicarmicarmicat Shines to Earth" - 2:23
2. "The Minus Times" - 5:26
3. "The Red Sea" - 7:20
4. "Smiles and Handshakes" - 6:02
5. "Catalyst" - 4:26
6. "Ochre" - 4:41
7. "Lines Across Eyes" - 5:47